# Oliver Jackson-Cohen
Oliver Jackson-Cohen, född 24 oktober 1986 i Westminster, London, är en brittisk skådespelare.
Jackson-Cohen har bland annat medverkat i TV-serierna Wilderness och Emerald City. Han har även medverkat i filmen The Invisible Man.

## Filmografi

### Film
| År   | Titel                    | Roll              | Anmärkningar                   |
| ---- | ------------------------ | ----------------- | ------------------------------ |
| 2010 | Going the Distance       | Damon             |                                |
| 2010 | Faster                   | Killer            |                                |
| 2011 | What's Your Number?      | Eddie Vogel       |                                |
| 2012 | Destinée                 | Nick              | Kortfilm producerad av Cartier |
| 2012 | The Raven                | John Cantrell     |                                |
| 2016 | Despite the Falling Snow | Misha             |                                |
| 2016 | The Healer               | Alec Bailey       |                                |
| 2020 | The Invisible Man        | Adrian Griffin    |                                |
| 2021 | The Lost Daughter        | Toni              |                                |
| 2022 | Mr. Malcolm's List       | Lord Cassidy      |                                |
| 2022 | Emily                    | William Weightman |                                |
| 2023 | Jackdaw                  | Jack Dawson       |                                |
| 2025 | The Wold Will Tremble    | Solomon Wiener    |                                |

### TV
| År        | Titel                                  | Roll                  | Anmärkningar        |
| --------- | -------------------------------------- | --------------------- | ------------------- |
| 2007      | The Time of Your Life                  | Marcus                | 1 avsnitt           |
| 2008      | Från Lark Rise till Candleford         | Phillip White         | 8 avsnitt           |
| 2008      | Bonekickers                            | Colm                  | 1 avsnitt           |
| 2011      | Will & Kate: Before Happily Ever After | Prins William         | Samtliga 4 avsnitt  |
| 2012      | En värld utan slut                     | Ralph                 | Samtliga 8 avsnitt  |
| 2013      | Mr Selfridge                           | Roddy                 | 6 avsnitt           |
| 2013–2014 | Dracula                                | Jonathan Harker       | Samtliga 10 avsnitt |
| 2014      | The Great Fire                         | Jakob, hertig av York | Samtliga 4 avsnitt  |
| 2015      | The Secret River                       | William Thornhill     | Samtliga 2 avsnitt  |
| 2017      | Emerald City                           | Lucas                 | Samtliga 10 avsnitt |
| 2017      | Man in an Orange Shirt                 | Michael Berryman      | Samtliga 2 avsnitt  |
| 2018      | The Haunting of Hill House             | Luke Crain            | Samtliga 10 avsnitt |
| 2020      | The Haunting of Bly Manor              | Peter Quint           | 8 avsnitt           |
| 2022      | Surface                                | James Ellis           | Samtliga 8 avsnitt  |
| 2023      | Wilderness                             | Will Taylor           | Samtliga 6 avsnitt  |